# Доброполье
Добропо́лье (укр. Добропі́лля) — город в Покровском районе Донецкой области Украины, административный центр Добропольской городской общины. До упразднения Добропольского района в 2020 году был его центром, но не входил в его состав, будучи городом областного значения.

## Географическое положение
Расположен в северо-западной части области, на реке Бык (приток Самары, бассейн Днепра). Железнодорожная станция «Доброполье» Ясиноватского отделения Донецкой железной дороги.

## История
Образован в 1840-х годах как хутор Прасковеевка (в 1859 году проживало 44 жителя) помещика Албанского. В 1870—1880-х годах в этой местности были обнаружены залежи каменного угля, в конце века помещиком Ениным заложена первая шахта. В 1913 году — Эрастовский рудник, на правом берегу реки Быка — Святогоровский рудник.
С 1914 года работает железнодорожная ветка, которая предназначена для перевозки угля, добываемого из шахт Добропольского района.
К 1920 году в Парасковеевке было 47 хозяйств и 270 жителей, ещё 150 жителей в посёлке Святогоровского рудника. Работали небольшая больница, начальная школа.
В 1931 году сдана в эксплуатацию мощная шахта «Гигант» имени Максима Горького (после войны — № 1-2 «Добропольеуголь»), вокруг которой появились два благоустроенных посёлка — Техноколонна и Временная Колония. В 1935 году состоялось объединение всех посёлков в село Доброполье. Довоенная добыча угля трестом «Добропольеуголь» — 291,5 тысяч тонн (1939), послевоенная — 401 тыс. тонн (1950).
23 февраля 1935 года здесь началось издание районной газеты.
После начала Великой Отечественной войны в связи с приближением к городу линии фронта возникла угроза оккупации местности. Для действий в тылу немецких войск был создан Добропольский партизанский отряд, однако в связи со сложной обстановкой на фронте отряд длительное время был вынужден действовать на линии фронта, как подразделение, приданное регулярным частям РККА. В октябре 1942 года отряд в течение семи дней удерживал оборону на участке 230-й стрелковой дивизии РККА.
13 ноября 1941 года в районе Доброполья были сосредоточены 2-я и 3-я роты 1-го батальона добровольческого комсомольского инженерного полка и части 96-й стрелковой дивизии РККА, в следующие дни советские сапёры сделали 12 проходов в немецких минных полях и 17 ноября 1941 года в ходе контрнаступления войск Южного фронта они атаковали находившиеся на этом участке части немецкой 1-й танковой армии.
По состоянию на начало 1951 года здесь действовали средняя школа, две библиотеки и несколько предприятий угольной промышленности, крупнейшим из которых была введённая в эксплуатацию в 1950 году Добропольская ЦОФ, перерабатывавшая 1,2 млн тонн угля — вокруг неё вырос посёлок имени Жданова.
В 1953 году после слияния с несколькими населёнными пунктами Доброполье стало городом районного подчинения, население возросло до 18 000 человек за счёт переселенцев из Винницкой и Житомирской областей. В 1959 году в окрестностях его открыты большие месторождения коксующегося угля. На них построены новые шахты с посёлками.
С 1963 года Доброполье — город областного подчинения. В 1963 году в городе проживало 25 тыс. населения.
23 августа 1968 года в Доброполье было открыто троллейбусное сообщение, в результате Доброполье стало одним из самых маленьких городов в мире, имеющих троллейбусное сообщение.
Российско-украинская война
В начале августа 2025 года в ходе наступления на покровском участке фронта российские войска совершили прорыв в районе Доброполья. Украинские власти объявили всеобщую эвакуацию населения.

## Население
Население Добропольской городской общины на 22 июля 2025 года — 30 тысяч человек, а самого города — около 22 тысяч (до российского вторжения — 42,5 тысячи и 28 тысяч соответственно).
Количество на начало года.
| Год        | Количество жителей |
| ---------- | ------------------ |
| 1859       | 44                 |
| 1897       | 100                |
| 1908       | 73                 |
| 15.03.1923 | 811                |
| 17.12.1926 | 570                |
| 17.01.1939 | 5901               |
| 1956       | 19700              |
| 15.01.1959 | 23666              |
| 1964       | 26000              |
| 15.01.1970 | 30115              |
| 17.01.1979 | 32587              |
| 12.01.1989 | 40064              |
| 1992       | 40600              |
| 1994       | 41000              |
| 1998       | 37700              |
| 2002       | 35638              |
| 2003       | 34893              |
| 2004       | 34420              |
| 2005       | 33896              |
| 2006       | 33375              |
| 2007       | 32921              |
| 2008       | 32475              |
| 2009       | 32160              |
| 2010       | 31934              |
| 2011       | 31701              |
| 2012       | 31514              |
| 2013       | 31196              |
| 2014       | 30884              |
| 2015       | 30697              |
| 2016       | 30455              |
| 2017       | 30186              |
| 2018       | 29682              |
| 2019       | 29384              |
| 2020       | 29129              |
| 2021       | 28757              |

Рождаемость — 8,0 на 1000 человек, смертность — 17,4, естественная убыль — −9,4, сальдо миграции отрицательное (-4,2 на 1000 человек).
Национальный состав населения данным переписи 2001 года:
| N | Национальность | Количество | Уд. вес (%) |
| - | -------------- | ---------- | ----------- |
| 1 | Украинцы       | 51942      | 71,33       |
| 2 | Русские        | 18824      | 25,85       |
| 3 | Белорусы       | 766        | 1,05        |
| 4 | Татары         | 304        | 0,42        |
| 5 | Греки          | 116        | 0,16        |
|   | Всего          | 72817      | 100,00      |

### Языковой состав
По данным переписи 2001 года 38,50 % населения города указали украинский язык родным, 60,97 % — русский, 0,53 % — другие языки.

## Экономика
Добыча каменного угля (ГХК «Добропольеуголь» — одно из крупнейших предприятий отрасли) — добыча угля в 2003 году — 5 270 тыс. тонн. Одно из лучших угледобывающих предприятий — шахта «Добропольская». За производственные достижения, технические новшества её коллектив отмечен международными призами.
Предприятия стройматериалов, пищевая промышленность («Золотой колодец», комбинат хлебопродуктов), комбикормовый завод. Более 60 % занятых в народном хозяйстве трудятся в промышленности. Город до сих пор не газифицирован сетевым газом. Имеются проблемы с водоснабжением.
В 2003 году объём промышленного производства составлял 490 млн гривен (на 1 жителя — 7 063 грн.). Индекс промышленной продукции — 81,8 % в 2003 году к 1990 году. Выбросы вредных веществ в 2003 году в атмосферный воздух от источников загрязнения города — 11,9 тыс. тонн.
В 1969 году сданы в эксплуатацию шахты «Красноармейская» и «Новодонецкая», вторая ЦОФ. В 1970 году трест «Добропольеуголь» ликвидирован, шахты переданы комбинату «Красноармейскуголь» (город Новоэкономическое, сейчас — Мирноград). В 1976 году вновь создан трест «Добропольеуголь», включающий в себя 9 каменноугольных шахт, 2 шахтостроительные организации.
По состоянию на начало 1980 года в городе действовали производственное объединение «Добропольеуголь» (объединявшее 9 каменноугольных шахт), обогатительная фабрика, завод железобетонных изделий и конструкций, хлебный комбинат, комбинат хлебных продуктов, молочный комбинат, межколхозная строительная организация, птицеинкубаторная станция, комбинат бытового обслуживания, 10 общеобразовательных школ, музыкальная школа, больница, Дворец культуры, клуб, два кинотеатра и 5 библиотек.
В мае 1995 года Кабинет министров Украины утвердил решение о приватизации находившихся в городе АТП-11486, обогатительной фабрики, ремонтно-механического завода и автобазы треста «Добропольеуголь», в июле 1995 года — решение о приватизации завода железобетонных труб, в октябре 1995 года — решение о приватизации птицеинкубаторной станции.
В начале 2011 года компания «Донбасская топливно-энергетическая компания» Рината Ахметова подписала с Фондом государственного имущества Украины договор аренды госпредприятия «Добропольеуголь» (на долю которого приходилось около 6,1 % добычи энергетических углей на территории Украины) на 49 лет.
По состоянию на 2013 год угольная промышленность оставалась основой экономики Доброполья, она составляла 98,9 % всей продукции, выпускаемой предприятиями города.

## Транспорт
В 1968—2010 годы Доброполье — один из самых маленьких населенных пунктов в мире, имевших троллейбус. Город был занесён в Книгу рекордов Гиннесса, как самый маленький город, где есть троллейбусное депо. Движение троллейбуса было открыто 23 августа 1968 года и прекращено 15 марта 2011 года. До начала 1990-х троллейбусный парк составлял 10 машин, действовали два маршрута («Центр — Шахта имени РККА» и «РМЗ — Шахта „1-2 Добропольская“»). В апреле 2009 года электротранспорт передали в коммунальную собственность города и в эксплуатации остался один троллейбус. Позднее на баланс созданного КП «Добропольский городской транспорт» передали два автобуса марки «Богдан», но в 2011 году троллейбусное сообщение было закрыто.

## Финансы
В 1975 году бюджет города — 4,9 млн. рублей, в том числе расходы на здравоохранение — 2,6 млн. рублей, образование — 1,9 млн. рублей.
Экспорт товаров в 2003 году — 12,8 млн. долларов США. Объём произведённых услуг в 2003 году — 26,4 млн. гривен. Коэффициент безработицы — 2,9 %. Среднемесячная зарплата в 2003 году — 571 гривна.
Доход бюджета города в 2004 году составил 20,5 млн. гривен, из них перечислил в государственный бюджет Украины 40,2 тыс. гривен.

## Социальная сфера
В городе 1 больница, 7 здравпунктов, 9 общеобразовательных школ, 1 ДК, 6 библиотек, 2 парка отдыха.
- Дворец культуры шахты «Добропольская»
- Дворец спорта (ул. Независимости)
- Плавательный бассейн.(ул. Независимости)
- Музыкальная школа № 1 (ул. Саратовская)
- Добропольская городская ЦБС Центральная городская библиотека
- Детская библиотека-филиал № 5 Добропольской городской ЦБС
- Добропольская гимназия (ул. Гимназистов)
- Добропольская ЦРБ (просп. Победы)
- Центр детского и юношеского Творчества
- КУЗ «Добропольская больница интенсивного лечения» образована в 2014 г.
- КУ «Добропольский ЦПМСП» образован в 2012 г.

## Религия
Украинская православная церковь (Московского патриархата)
- Храм Покрова Пресвятой Богородицы
- Храм преподобного Амвросия Оптинского
- Храм иконы Божией Матери «Всех скорбящих Радость»
- Храм Святой Троицы
- Храм Казанской иконы Божией Матери

Православная церковь Украины
- Храм Святого Николая Чудотворца